# Unglovasd
Unglovasd (1899-ig Konyus, szlovákul: Koňuš) község Szlovákiában, a Kassai kerület Szobránci járásában.

## Fekvése
Szobránctól 7 km-re északkeletre, a Szobránc-patak és az ukrán határ között fekszik.

## Története
A települést soltész általi betelepítéssel alapították 1400 körül, 1414-ben említik először. Nagymihályi és tibai nemesek birtoka volt. 1599-ben 30 jobbágyház állt a településen. Később a lakosság száma csökkent. 1715-ben 10, 1720-ban 18 háztartása létezett. A faluban vízimalom működött és szőlőskertje is volt.
A 18. század végén, 1799-ben Vályi András így ír róla: „KONYUS. Elegyes falu Ungvár Várm. földes Ura Szirmay Uraság, lakosai katolikusok, és ó hitűek, fekszik Tibének szomszédságában, és annak filiája, határja közép termékenységű, réttye, legelője meg lehetős, vagyonnyai is középszerűek.”
1828-ban 39 háza és 400 lakosa volt.
Fényes Elek 1851-ben kiadott geográfiai szótárában így ír a faluról: „Kónyus, Ungh vm. orosz falu, ut. p. Szobránczhoz keletre 1 1/4 órányira: 12 romai, 320 g. kathol., 40 zsidó lak. Roppant erdő. Hegyes, sovány határ. Fürészmalom. A helységhez keletre 3/4 órányira most is láthatni a kónyusi vár romait. F. u. gr. Sztáray, Nyeviczkey.”
A trianoni diktátumig Ung vármegye Szobránci járásához tartozott, majd az újonnan létrehozott csehszlovák államhoz csatolták. 1938 és 1945 között ismét Magyarország része.

## Népessége
| Év:            | 1994. | 2004.   | 2014.   | 2024.   |
| -------------- | ----- | ------- | ------- | ------- |
| Emberek száma: | 391   | 360     | 348     | 325     |
| Eltérés:       |       | -7,92 % | -3,33 % | -6,60 % |

| Év:            | 2023. | 2024.   |
| -------------- | ----- | ------- |
| Emberek száma: | 327   | 325     |
| Eltérés:       |       | -0,61 % |

1910-ben 600, többségben ruszin anyanyelvű lakosa volt, jelentős német kisebbséggel.
2001-ben 369 lakosa volt.
2011-ben 366 lakosából 349 szlovák volt.